# 拓跋譚
拓跋 譚（たくばつ たん、生年不詳 - 453年）は、北魏の皇族。臨淮王。

## 経歴
太武帝と弗椒房のあいだの子として生まれた。442年、燕王に封ぜられ、侍中の位を受け、参都曹事をつとめた。後に臨淮王に改封された。450年、太武帝が南征の軍を起こすと、中軍大将軍に任ぜられた。南朝宋は険阻な鄒山の地に食糧を備蓄し、防備を固めていた。拓跋譚は鄒山を攻撃して、大量の米を軍糧として獲得した。また筏数十を造り、ひそかに麾下の軍に淮河を渡らせ、南朝宋の将の胡崇を斬った。453年11月、死去した。諡は宣王といった。
子の元提が、後を嗣ぎ、梁州刺史となった。

## 伝記資料
- 『魏書』巻18 列伝第6
- 『北史』巻16 列伝第4